# Hamlet fa negocis
Hamlet fa negocis (títol original en finès Hamlet liikemaailmassa; títol internacional en anglès, Hamlet Goes Business) és una pel·lícula finlandesa de 1987 dirigida per Aki Kaurismäki, basada en l'obra de teatre de William Shakespeare. Kaurismäki situa l'acció en la Finlàndia contemporània, fent que els personatges lluitin entre si per controlar un imperi de negocis, en una versió noir i satírica de l'original i una crítica als excessos del capitalisme. Ha estat doblada al català.

## Argument
Després de la mort del seu pare, el jove Hamlet hereta un a l'empresa d'aquest, que ara està controlada pel seu oncle; aquest decideix entrar en el mercat dels ànecs de goma. Però aviat comença a sospitar de les circumstàncies que van envoltar la mort del seu pare i intentarà venjar-ne l'assassinat.

## Repartiment
- Pirkka-Pekka Petelius: Hamlet
- Esko Salminen: Klaus
- Kati Outinen: Ofelia
- Elina Salo: Gertrud
- Esko Nikkari: Polonius
- Kari Väänänen: Lauri Polonius
- Puntti Valtonen: Simo
- Mari Rantasila: Helena
- Turo Pajala: Rosencranz
- Aake Kalliala: Gyldenstern
- Pentti Auer: Isä / Haamu
- Matti Pellonpää: Vartija
- Vesa Mäkelä: Lääkäri